# Simone Rieutor
Simone Rieutor est une 
actrice française de cinéma et de télévision. Elle a notamment joué la mère de Jacquou le Croquant dans la série du même nom.

## Filmographie

### Cinéma
- 1963 : Ballade pour un voyou
- 1971 : La Cavale : Matuchette
- 1973 : Le Gang des otages : Monique Descamps
- 1974 : La Femme de Jean : la collègue des surfaces perdues
- 1977 : Le Diable dans la boîte

### Télévision
- 1962 : Le Cid : Chimène
- 1966 : La caméra explore le temps : la femme de Guiraud
- 1969 : Jacquou le Croquant : Marie Féral
- 1971 : La Polonaise : Germaine Raffier
- 1972 : Les six hommes en question : Janine Charroux
- 1973 : La Ligne de démarcation - épisode 5 : Camille (série télévisée) : Simone
- 1973 : Karatekas and Co : épisode : La Couronne d'Attila d'Edmond Tyborowski
- 1973 : Plein soleil, une enfance Corse : la mère
- 1974 : Un curé de choc (26 épisodes de 13 minutes) de Philippe Arnal
- 1974 : Un mystère par jour : Germaine
- 1975 : La Berthe : Victorine Pascal
- 1975 : Frontières : Lucienne
- 1975 : Le Théâtre de Tristan Bernard : la bonne
- 1977 : Un juge, un flic : Mme Villequier
- 1977 : Les Enquêtes du commissaire Maigret, épisode : L'Amie de madame Maigret de Marcel Cravenne : Fernande Steuvels
- 1977 : Brigade des mineurs : Simone Barcini
- 1978 : Madame le juge : Autopsie d'un témoignage de Philippe Condroyer : la visiteuse de l'appartement
- 1978 : Émile Zola ou la Conscience humaine : Séverine
- 1979 : Cinéma 16, L'Œil du sorcier : Solange
- 1980 : Aéroport : la gardienne
- 1981 : Salut champion : Mme Begnat
- 1983 : Deux amies d'enfance : Lili